# Blanche Roosevelt
Blanche Le Roosevelt (Sandusky, 2 ottobre 1853 – Londra, 10 settembre 1898) è stata un soprano e scrittrice statunitense.

## Biografia
Figlia del senatore del Wisconsin, viaggia in tutta Europa con sua madre per migliorare le sue abilità canore. Nel 1876 ci fu il suo debutto come interprete di Violetta in La traviata, ed in questa occasione fu la prima donna americana a cantare un'opera lirica italiana esibendosi poi in tutti i teatri europei più importanti. Dopo il suo debutto nell'opera comica, si fece conoscere ancora di più fino a quando arrivò negli USA. Dopo diversi anni si ritirò dal mondo del teatro insieme al marito, il marchese italiano Macchetta.
Fu a casa sua che il chiromante Cheiro predisse sventura ad Oscar Wilde.